# All' Ouverture
All’ Ouverture is een compositie van de Finse componist Uuno Klami.
Het werk is geschreven in opdracht van de YLE, de Finse omroep, ter gelegenheid van hun 25-jarig bestaan. Het is geschreven in het idioom ouverture, een stijl die hij in vroegere composities vaker hanteerde. Net als zijn eerdere ouvertures verwijst het werk naar Karelië. Het is van één van zijn laatst voltooide werken. Zijn gezondheid was tanende. De eerste uitvoering werd gegeven door het Finse Radiosymfonieorkest onder leiding van Cronvall Erik.

## Orkestratie
- 2 dwarsfluiten waaronder ook 1 piccolo, 2 piccolo's, 2 hobo's, 2 klarinetten, 2 fagotten;
- 4 hoorns, 2 trompetten, 3 trombones, 1 tuba
- 1 stel pauken, 2 man / vrouw percussie, 1 harp
- violen, altviolen, celli, contrabassen.

## Discografie
- Uitgave Finlandia Records: Fins Radio Symfonieorkest o l.v. Leif Segerstam in een opname uit 1987;